# إعلان جوي

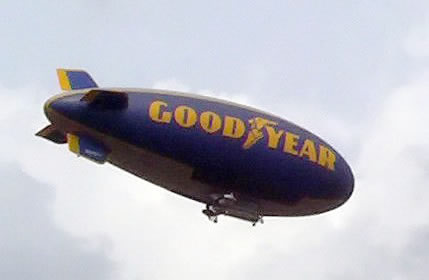
يستخدم قوديير بليمب عروض العلامات التجارية والرسوم المتحركة.

الإعلان الجوي هو شكل من أشكال الإعلان الذي يتضمن استخدام البالون الرغوي، الطائرات المأهولة، أو الطائرات بدون طيار لإنشاء وسائل إعلانية أو نقلها أو عرضها. يمكن أن تكون الوسائط ثابتة، مثل الشعار أو العلامة المضاءة أو علامة الرعاية. كما يمكن أن تكون ديناميكية، مثل لافتات متحركة مضاءة، أو كتابة السماء، أو الصوت.
قبل الحرب العالمية الثانية، أنشأ رائد الطيران أرنولد سيدني بتلر، مالك ومشغل مطار دانيال ويبستر (نيو هامبشير) الذي يستخدم أسطوله من أشبال J3، لافتة سُحب وكان له الفضل في عدد من الاختراعات وتعديلات الطائرات المستخدمة لالتقاط اللافتات وإصدارها. في بداية الحرب العالمية الثانية، استولت الحكومة على مهبط الطائرات للتدريب العسكري. بعد ذلك، نقل بتلر طائرته إلى فلوريدا وشكل سيركل-أ للطيران حيث واصل عمله في سُحب اللافتات.
يكون الإعلان الجوي فعالًا إذا اجتمع جمهور مستهدف كبير بالقرب من مصدر الإعلان. عادة ما تكون البالونات والكتابة في السماء وسحب الرايات ذات موقع استراتيجي. يمكن للمركبات بعيدة المدى مثل المناطيد والبالون الرغوي الوصول إلى جمهور أوسع على طول مسار طيرانها. ويمكن أن يصل التوزيع الثانوي مثل التغطية الإعلامية الإخبارية والكلمة الشفهية وصور الإعلانات الجوية إلى جمهور موسع. بسبب السلامة والخصوصية، والأسباب الجمالية، تُنظم القدرة على أداء الإعلان الجوي من الكيانات المحلية والاتحادية في جميع أنحاء العالم.

## لوحة الإعلانات المحمولة
يمكن حمل الإعلان على مغلف الطائرة أو على شكلها، أو في حالة البالونات، يمكن بناء المغلف في شكل معين للإعلان عن منتج.
أنشأت شركة Sky Sign العديد من شركات الاتصال السعودية وحصلت على براءة اختراع ولديها شركات متعددة لعلاماتها الجوية القائمة على الـ LED. تُعلّق هذه العلامات على الطائرات الدوارة والطائرات ذات الأجنحة الثابتة.

## شعار السُحب
سحب الراية هو شكل من أشكال الكتابة في السماء إذ تُسحب اللافتة أو تُجر خلف طائرة. ونظرًا إلى أن اللافتة تنتج كمية كبيرة من السحب الديناميكي الهوائي،  تبقى السرعة الجوية للطائرة منخفضة لتقليل كمية الطاقة المطلوبة.

## الحروف القياسية
تتكون اللافتات التي تستخدم الحروف القياسية من سلسلة من الحروف يبلغ ارتفاعها 5 أقدام أو ارتفاعها 7 أقدام متصلة معًا بواسطة مفاصل مصممة للتبديل. وكانت الحروف القياسية الشكل السائد لسحب راية على مدى العقود الماضية.
تتميز الحروف التي يبلغ طولها 7 بزيادة قابلية القراءة على مسافة طويلة، ولكنها تتطلب قوة سحب كبيرة من الطائرة. من ناحية أخرى، تتميز الحروف التي يبلغ طولها 5 أقدام بالمقابل بقابلية قراءة أقل لقدرة الطائرة على سحب رسائل أطول.
بإمكان طائرة خفيفة نموذجية قادرة سحب 25 حرفًا بطول 7 أقدام أو 35 حرفًا بطول 5 أقدام.
تمتاز الحروف الجاهزة بأنها يمكن أن تُستخدم ضمن رسائل مع إشعارات قصيرة ويمكن تغييرها بسهولة بعد كل رحلة.

## البالون الرغوي
هي زخارف قابلة للتخصيص مصنوعة من كتلة مستقرة من فقاعات الصابون أخف من الهواء على أساس شكل معين. وهي نوع من «بالون الرغوة» مناسب للاستخدام في الهواء الطلق والداخلي على حد سواء، وتطفو في الهواء بمجرد إطلاقها. يتم إنتاجها بواسطة آلات متنقلة متخصصة تجمع بين سائل رغوة حاصل على براءة اختراع والماء والهيليوم لصنع الرغوة. ثم يتم الضغط على الرغوة المتولدة من خلال الاستنسل الذي يحدد شكلها الخاص.

## الكتابة السماء
لا تزال كتابة السماء بواسطة الطائرات ثابتة الجناحين، إلى جانب استخدام جهاز عرض بخار، تحظى بشعبية لدى المعلنين الرئيسيين. ويُعد الأكثر فعالية في الوعي بالعلامة التجارية مع رسائل قصيرة ومثيرة وأحيانًا «مذهلة» مثل مقترحات الزواج. ومن المعروف أن ممارسة الكتابة في السماء هي واحدة من أكثر أشكال الطيران أمانًا، حيث يتم ذلك فقط في سماء صافية في الهواء النقي وعادة في المجال الجوي الخاضع للرقابة، حيث يتم توفير فصل الرادار بين الطائرات.